# Ten Things I Hate About You
Ten Things I Hate About You és una pel·lícula estatunidenca dirigida per Gil Junger, estrenada l'any 1999. El guió del film, escrit per Karen McCullah Lutz i Kirsten Smith és una modernització de La feréstega domada de William Shakespeare que s'ambienta a una escola de secundària nord-americana de finals dels anys noranta.
La pel·lícula és protagonitzada per Julia Stiles, Heath Ledger, Joseph Gordon-Levitt i Larissa Oleynik. La história comença quan Cameron (Gordon-Levitt) s'enamora de Bianca (Oleynik) i per tal de tenir una oportunitat de sortir amb ella i evitar les estrictes regles del pare d'aquesta sobre les cites, intenta que Patrick (Ledger) surti amb Kat (Stiles), la germana problemàtica de Bianca. El film rep el seu títol arran d'un poema que Kat escriu sobre la seva història d'amor amb Patrick. Gran part del rodatge es va produir a la zona metropolitana de Seattle amb moltes escenes rodades a Stadium High School de Tacoma.

## Argument
Des del primer dia de la seva entrada a l'Institut de Padua, Cameron James s'enamora de Bianca Stratford, una bonica estudiant de 10è (4t secundària). Però el pare de Bianca, una obstetra, prohibeix a la seva filla sortir amb nois, per por que quedi embarassada. A la vegada, la germana gran de Bianca, Kat, rep una carta d'admissió del Sarah Lawrence College de Nova York, cosa que enfada al seu pare que prefereix que es quedi a estudiar prop de casa. Frustrat per la insistència de Bianca i la rebel·lia de Kat, el pare declara que Bianca només podrà sortir amb algú si Kat també surt amb un noi, ja que sap que això no és probable a causa de l'actitud irascible i antisocial de la seva filla gran.
Quan Cameron demana una cita a Bianca, aquesta li explica el problema i li demana ajuda per trobar algú que surti amb Kat, tot i que Bianca té la intenció de sortir amb Joey, un alumne més gran que és model. Cameron i el seu amic Michael seleccionen a Patrick Verona el noi amb pitjor reputació de l'institut però no s'atreveixen a parlar amb ell, ja que els fa por. Michael convenç a Joey per tal que li doni diners a Patrick perquè surti amb Bianca, donant a entendre que d'aquesta manera Joey podrà sortir amb Bianca. El Patrick accepta els diners de Joey però Kat rebutja els seus primers intents. Michael i Cameron donen un cop de mà a Patrick i sol·liciten informació sobre els gustos de Kat a Bianca. Un cop té tot el coneixement Patrick es guanya l'interès de Kat i aconsegueix anar a una festa amb ella, cosa que permet a Bianca anar a la festa on hi ha Joey i Cameron.
A la festa, Kat s'enfada quan veu a Bianca amb Joey i s'emborratxa. Patrick es preocupa per ella i l'ajuda, cosa que fa que Kat s'obri més a ell i li manifesta el desig de començar una banda de música, però quan Kat intenta fer-li un petó Patrick s'aparta i Kat abandona el seu cotxe molesta. Mentrestant, Bianca ignora a Cameron per estar amb Joey, però al llarg de la festa s'adona que és poc profund i bastant egocèntric i acaba demanant a Cameron que l'acompanyi a casa, abans que Bianca entri, Cameron li confessa els seus sentiments i Bianca li fa un petó.
Més endavant, Joey s'ofereix a donar més diners a Patrick perquè porti a Kat al ball de final de curs, ja que ell vol portar a Bianca. Tot i que en un inici Patrick es nega, finalment acaba acceptant els diners. Kat segueix enfadada amb ell, així que Patrick decideix cantar-li "Can't take my Eyes off you" amb l'acompanyament de la banda escolar i ella, per compensar-ho, l'ajuda a escapar-se del seu càstig. Kat i Patrick tenen una cita romàntica fins que Patrick treu el tema del ball de final de curs i Kat sospitosa de Patrick, que no para d'insistir perquè hi vagin, s'enfada. Per altra banda, Bianca s'irrita amb Cameron, perquè no li ha demanat d'anar al ball de final de curs i accepta la invitació d'en Joey. El seu pare es nega, ja que Kat no té intenció d'anar-hi i Bianca s'enfada.
Kat li confessa a Bianca que quan va començar l'institut va sortir amb Joey i aquest la va tractar malament, des d'aquella experiència Kat es va prometre no tornar a fer res per la simple raó que els altres ho fessin. Bianca insisteix que pot prendre les seves decisions i finalment Kat accepta anar al ball amb Patrick i Bianca deixa a Joey per anar amb Cameron.
Durant el ball, Bianca descobreix que Joey només volia sortir amb ella perquè va fer un pacte que tindria relacions sexuals amb ella durant el ball de final de curs, Joey enfadat perquè Bianca no ha sortit amb ell s'encara a Patrick, cosa que fa que Kat s'assabenti que aquest últim només va sortir amb ella per diners. Bianca troba a Joey a la pista de ball i li dona cops de puny: tant per l'aposta com pel que va fer-li a la seva germana.
L'endemà, Bianca comença a sortir amb Cameron i es reconcilia amb Kat. El pare reconeix que Kat es pot cuidar sola i accepta que vagi a estudiar al Sarah Lawrence College. Per una tasca en què els estudiants havien de redactar la seva pròpia versió del Sonet 141 de Shakespeare, Kat llegeix en veu alta el poema titulat "10 coses que odio sobre tu", revelant que segueix enamorada de Patrick. Finalment, Patrick la sorprèn amb una guitarra nova que li ha comprat amb els diners de Joey i confessa que està enamorat d'ella. Kat el perdona i es fan un petó.

## Repartiment
- Heath Ledger: Patrick Verona:el noi amb una mala reputació que contracten perquè surti amb Kat però que acaba enamorant-se d'ella. És Petruchio a l'obra de Shakespeare.[3]
- Julia Stiles: Kat Stratford: La germana antisocial i irascible de Bianca. És Katherine a La feréstega domada.[4]
- Joseph Gordon-Levitt: Cameron James. El nou estudiant de l'institut que s'enamora de Bianca. Lucentio a l'obra.
- Larisa Oleynik: Bianca Stratford. La germana petita de Kat que és molt més popular i superficial. Rep el mateix nom que a l'obra.[5]
- David Krumholtz: Michael. L'amic de Cameron que idea tot el pla. Tranio a l'obra.
- Andrew Keegan: Joey Donner. Un dels nois més populars de l'institut que aposta que pot seduir i anar-se al llit amb Bianca. Hortensio a l'obra.
- Susan May Pratt: Mandella. L'única amiga de Kat, obsessionada amb Shakespeare que acaba anat al ball amb Michael.
- Gabrielle Union: Chastity. La millor amiga de Bianca que la traeix sortint amb Joey.
- Larry Miller: Walter Stratford. El pare de Bianca i Kat que treballa com a obstetra i és molt sobreprotector.
- Daryl Mitchell: M. Morgan. Professor d'anglès de Kat, Joey i Patrick.
- Allison Janney: Sra. Perky. Consellera estudiantil de l'escola que escriu literatura eròtica en el seu temps lliure.
- David Leisure: M. Chapin. Entrenador de futbol femení.
- Greg Jackson: Scruvy. Un amic de Patrick.
- Kyle Cease: Bogie Lowenstien. Entusiasta del golf que aspira a fer MBA.
- Tarance Houston: Derek
- La banda Letters to Cleo (cantant Kat Hanley, guitarristes Greg McKenna i Michael Einsestein, baixista Scott Riebling i bateria Jason Sutter) apareixen com la banda que toca al CLub Skunk, tocant les seves cançons "Come on" i "Co-Pilot", a l'escena final toquen al terrat de l'institut una versió de "I Want you to Want Me" del grup Cheap Trick. Hanley i Einsestein també apareixen al ball cantant una versió de "Cruel to be Kind" de Nick Lowe.
- La banda Save Ferris (cantant Monique Powel, guitarrista Brian Mashburn, baixista Bill Uechi, trompetista José Castellaños, trombonista Brian Williams, saxofonista Eric Zamora i bateria Evan Kilbourne) apareixen durant l'escena del ball interpretant "I Know" i "Can't stop" en addició a la seva versió de "Shout" de The Isley Brothers i "Cruel to be Kind" de Nick Lowe.

## Producció
El guió original de la pel·lícula es va finalitzar el novembre de 1997. La majoria de les escenes es van rodar al Stadium High School de Tacoma i a una casa del districte Proctor de Tacoma, Washington. La seqüència del ball va ser rodada durant 3 dies a Seattle. La dissenyadora Kim Tillman va dissenyar vestits originals per Larisa Oleynik i Julia Stiles, així com els vestits d'època que porten Susan May Pratt i David Krumholtz. El vestit de pell de serp que porta Gabrielle Union durant el ball és un disseny de Betsey Johnson, per altra banda els esmòquings vintage de Ledger i Gordon-Levitt provenien de la botiga Isidora's a Seattle.

## Recepció

### Taquilla
El cap de setmana de la seva estrena va recaptar 8.330.681 dòlars americans en 2.271 teatres dels Estats Units i del Canadà, va ocupar el lloc número dos a la taquilla (darrere de The Matrix). Va ingressar un total de 8.178.166 $ als Estats Units i el Canadà i 15.300.000 $ en altres territoris, uns 53.500.000 $ a tot el món. La pel·lícula tenia un pressupost estimat de 16 milions de dòlars i es considera un èxit tant per la crítica que va rebre com pels guanys financers. A la taquilla, la pel·lícula ocupa el desè lloc en films romàntics d'adolescents, el 18è en comèdies d'institut i el 96è en comèdies.

### Crítica
La pel·lícula va rebre, en general, comentaris positius de la crítica. Geoff Andrew, de Time Out, va elogiar els actos principals de la pel·lícula, afirmant que "Stiles creix en el seu personatge i Ledger resula encantador sense esforç" Brad Laidman, de Film Threat, va dir que la pel·lícula era "pura i perfectament executada" Ron Wells, un altre crític de Film Threat, va expressar: "De totes les pel·lícules per a adolescents estrenades aquest any, aquesta és, amb diferència, la millor." Roger Ebert va donar a la pel·lícula dues estrelles i mitja de quatre, dient que "li agradava l'esperit de la pel·lícula, els actors i algunes de les escenes. La música és subtil i inventiva encara alegre. " Entertainment Weekly va enumerar la pel·lícula al número 49 de la seva llista de millors pel·lícules d'institut.
Pel que fa a Rotten Tomatoes la pel·lícula té una puntuació d'aprovació del 68% de la crítica, basada en 75 ressenyes, amb una qualificació mitjana de 6,18 / 10. El consens crític del lloc web afirma: "Julia Stiles i Heath Ledger afegeixen actuacions fortes a un guió inesperadament intel·ligent, elevant 10 coses (lleugerament) per sobre de la tarifa adolescent típica." Metacritic va donar a la pel·lícula una nota de 70 basada en 26 ressenyes, cosa que indica "ressenyes generalment favorables".

### Premis
Gordon-Levitt, Stiles i Oleynik van rebre nominacions al premi Young Star al millor actor / actriu d'una pel·lícula de comèdia. La pel·lícula va ser nominada a set premis Teen Choice: Choice Movie: Breakout Star (Stiles), Choice Movie: Comèdia, Choice Movie: Funniest Scene (amb Krumholtz), Choice Movie: Love Scene (amb Stiles i Ledger), Choice Movie: Hissy Fit (Gordon-Levitt), Choice Movie: Villain (Andrew Keegan) i Choice Movie: Banda sonora.
Les directores del càsting de la pel·lícula Marcia Ross i Donna Morong van guanyar el "Millor càsting de llargmetratge, comèdia" a la casting Society of America el 1999.
El 2000, Stiles va guanyar el premi CFCA de la "actriu més prometedora" pel seu paper de Kat Stratford (empatat amb Émilie Dequenne a Rosetta) i un MTV Movie Award per Breakthrough Female Performance. El mateix any, Ledger va ser nominat a millor interpretació musical per la cançó "Can't Take My Eyes Off You".

## Banda Sonora
L'album de la banda sonora de la pel·lícula, amb la contribució de la banda Letter to Cleo, interpretant versions d'altres artistes com Cheap Trick "I want you to love me" i de Nick Lowe "Cruel to be kind". Es va mantenir al Billboard 200 durant setmanes arribant a la posició 52. El crític S. Peeples de AllMusic la va classificar com a "una de les millors bandes sonores de rock modernes de la temporada de 1999".
| No. | Títol                                                                                          | Escriptors                                                                        | Intèrpret        | Durada |
| --- | ---------------------------------------------------------------------------------------------- | --------------------------------------------------------------------------------- | ---------------- | ------ |
| 1.  | "I want you to want me" (interpretada originalment per Cheap Trick)                            | Rick Nielsen                                                                      | Letters to Cleo  | 3:25   |
| 2.  | "F.N.T" (de Great Divide, 1996)                                                                | Dan Wilson, Jacob Slichter                                                        | Semisonic        | 3:29   |
| 3.  | "I Know" (conté una interpretació de "Shout" originalment interpretada per The Isley Brothers) | Michael Holton, Miré Molner, Brian Mashburn                                       | Save Ferris      | 2:52   |
| 4.  | "You Winter" (de Fortress, 2000)                                                               | Ken Block, Jett Beres, Andrew Copeland, Ryan Newell, Mark Trojanowski, Bill Smith | Sister Hazel     | 4:39   |
| 5.  | "Even Angels Fall" (de Key of a Minor, 2000)                                                   | Tom Whitlock, Jessica Riddle, Kim Bullard, Penny Framstad                         | Jessica Riddle   | 3:27   |
| 6.  | "New World" (de Leroy, 2001)                                                                   | Leroy Miller                                                                      | Leroy            | 3:02   |
| 7.  | "Saturday Night"                                                                               | Rodney Jerkins, Marti Sharron, Dan Sembello                                       | Ta-Gana          | 4:26   |
| 8.  | "Atomic Dog" (de Computer Games, 1982)                                                         | George Clinton, Garry Shider, David Spradley                                      | George Clinton   | 4:44   |
| 9.  | "Dazz" (de Good High, 1976)                                                                    | Ray Ransom, Edward Irons, Reginald Hargis                                         | Brick            | 3:24   |
| 10. | "The Weakness in me" (de Walk Under Ladders, 1981)                                             | Joan Armatrading                                                                  | Joan Armatrading | 3:32   |
| 11. | "War" (de My Favourite Game, 1998)                                                             | Peter Svensson, Nina Persson                                                      | The Cardigans    | 3:57   |
| 12. | "Wings of a Dove" (1983)                                                                       | Carl Smyth, Graham McPherson                                                      | Madness          | 3:00   |
| 13. | "Cruel to be Kind" (interpretada originalment per Nick Lowe)                                   | Nick Lowe, Ian Gomm                                                               | Letter to Cleo   | 3:01   |
| 14. | "One More Thing"                                                                               | Richard Gibbs                                                                     | Richard Gibbs    | 3:01   |
|     |                                                                                                |                                                                                   | Total            | 49:59  |

## Al voltant de la pel·lícula
- 1999: 10 Things I Hate About You, una novel·la escrita a partir del guió del film per David Levithan, publicada en anglès per Scholastic el juny de 1999.[19]
- 2009: 10 Things I Hate About You, és una Sèrie de televisió estatunidenca de 20 episodis de 22 minuts creada per Carter Covington a partir del film homònim i difosa entre el 7 de juliol de 2009 i el 24 de maig de 2010 a ABC Family.[20][21]